# Mesoleius cognatus
Mesoleius cognatus är en stekelart som beskrevs av Carl Gustav Alexander Brischke 1871. Mesoleius cognatus ingår i släktet Mesoleius och familjen brokparasitsteklar. Utöver nominatformen finns också underarten M. c. meridionator.